# 못말리는 어린양 숀
《못말리는 어린양 숀》(영어: Shaun the Sheep 《숀 더 시프》[*])은 영국의 1화당 7분의 짧은 애니메이션이다. 아드먼 애니메이션이 제작한다. 《월리스와 그로밋 시리즈》의 1995년 단편 영화 《양털 도둑》에 등장하는 양 숀을 주인공으로 하고있다. 《월리스와 그로밋》과는 달리 본작에서는 인간은 동물의 눈을 통해보고 있다는 설정이다. 영화화도 되었으며, 2015년 《숀더쉽》이라는 이름으로 극장판 영화가 공개되었다. 모시 보튼 목장의 동물들이 벌이는 이야기이다.

## 영화
- 《숀더쉽》 (2015년)
- 《숀더쉽 더 무비: 꼬마 외계인 룰라!》 (2019년)